# D820 (Lot)
De D820 is een departementale weg in het Zuid-Franse departement Lot. De weg loopt van de grens met Corrèze via Souillac en Cahors naar de grens met Tarn-et-Garonne. In Corrèze loopt de weg als D920 verder naar Brive-la-Gaillarde en Parijs. In Tarn-et-Garonne loopt de weg verder als D820 naar Montauban en Toulouse.

## Geschiedenis
Oorspronkelijk was de D820 onderdeel van de N20. In 2006 werd de weg overgedragen aan het departement Lot, omdat de weg geen belang meer had voor het doorgaande verkeer vanwege de parallelle autosnelweg A20. De weg is toen omgenummerd tot D820.